# Li Ka-shing
Li Ka-shing (李嘉誠), född 13 juni 1928 i Chaozhou i Guangdong i Kina, är den 19:e rikaste personen i världen. Li Ka-shing har affärer inom en mängd områden, från containerterminaler till elektricitet.
Li Ka-shing är far till Victor Li Tzar-kuoi och  Richard Li Tzar Kai (född 1966).